# Beaglekanaal

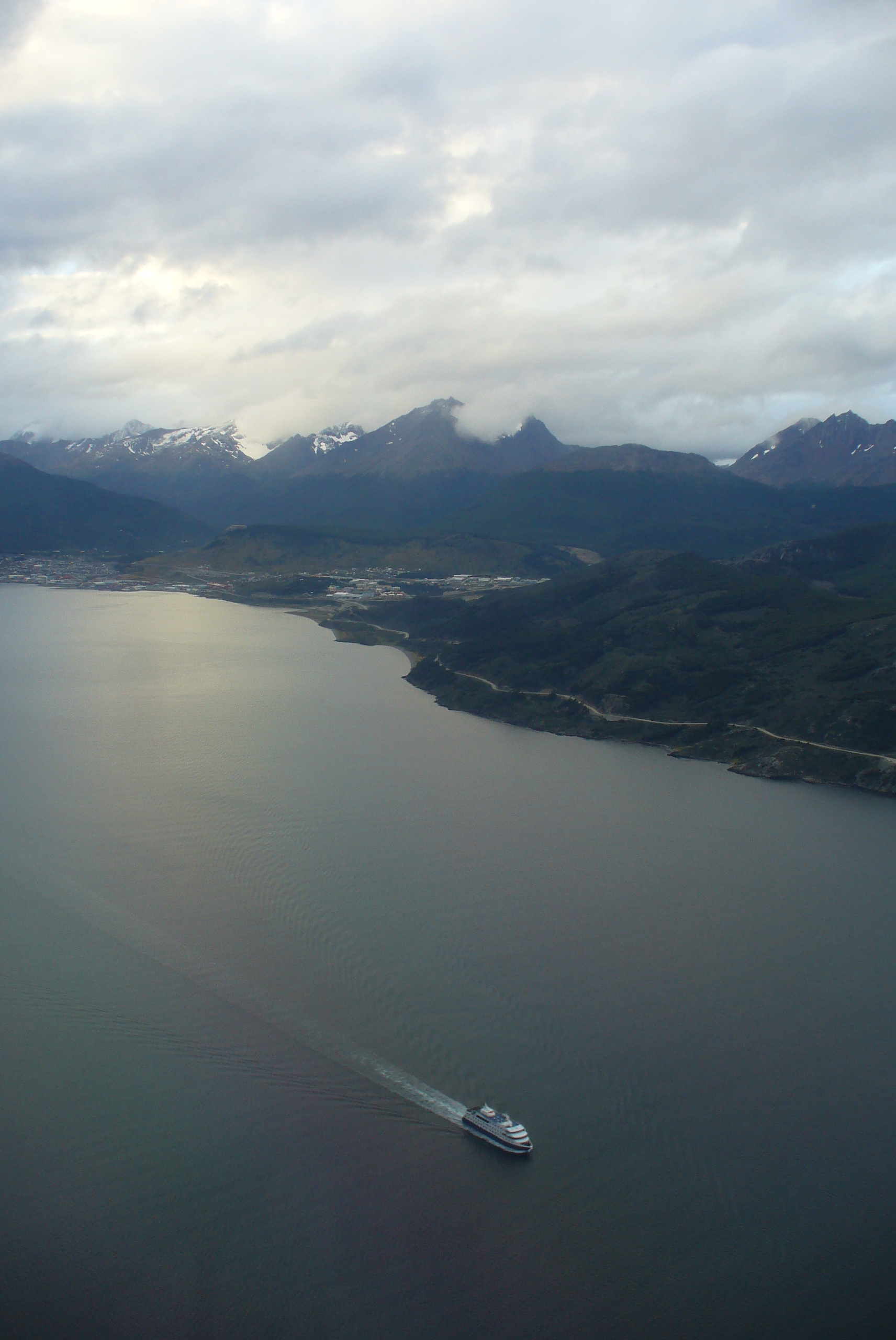
Beaglekanaal

Het Beaglekanaal is een zeestraat gelegen in het uiterste zuiden van Zuid-Amerika. Het verdeelt de archipel Vuurland in het hoofdeiland in het noorden en verschillende kleinere eilanden in het zuiden. Het oostelijke deel vormt de grens tussen Chili en Argentinië.
In het oosten aan de Atlantische Oceaan maakt het deel uit van de grens tussen Argentinië en Chili. In het westen ligt het echter volledig in Chili. De zeestraat is ongeveer 250 kilometer lang, terwijl de smalste doorgang ongeveer 5 kilometer breed is. In het westen komt hij uit in de Stille Oceaan via de Darwin Sound. Hij is bevaarbaar voor grote schepen. Er zijn echter veiligere doorgangen in het zuiden (Straat Drake) en in het noorden (Straat Magellaan).
De kleinere eilanden (Picton, Lennox en Nueva) gelegen in het oosten van het kanaal waren de oorzaak van lange territoriale conflicten tussen Chili en Argentinië. In 1984 werden ze officieel toegewezen aan Chili.
De belangrijkste nederzettingen langs het kanaal zijn Ushuaia in Argentinië en Puerto Williams in Chili.
De zeestraat is genoemd naar het schip HMS Beagle dat in dit gebied hydrografisch onderzoek uitvoerde.

## Galerij

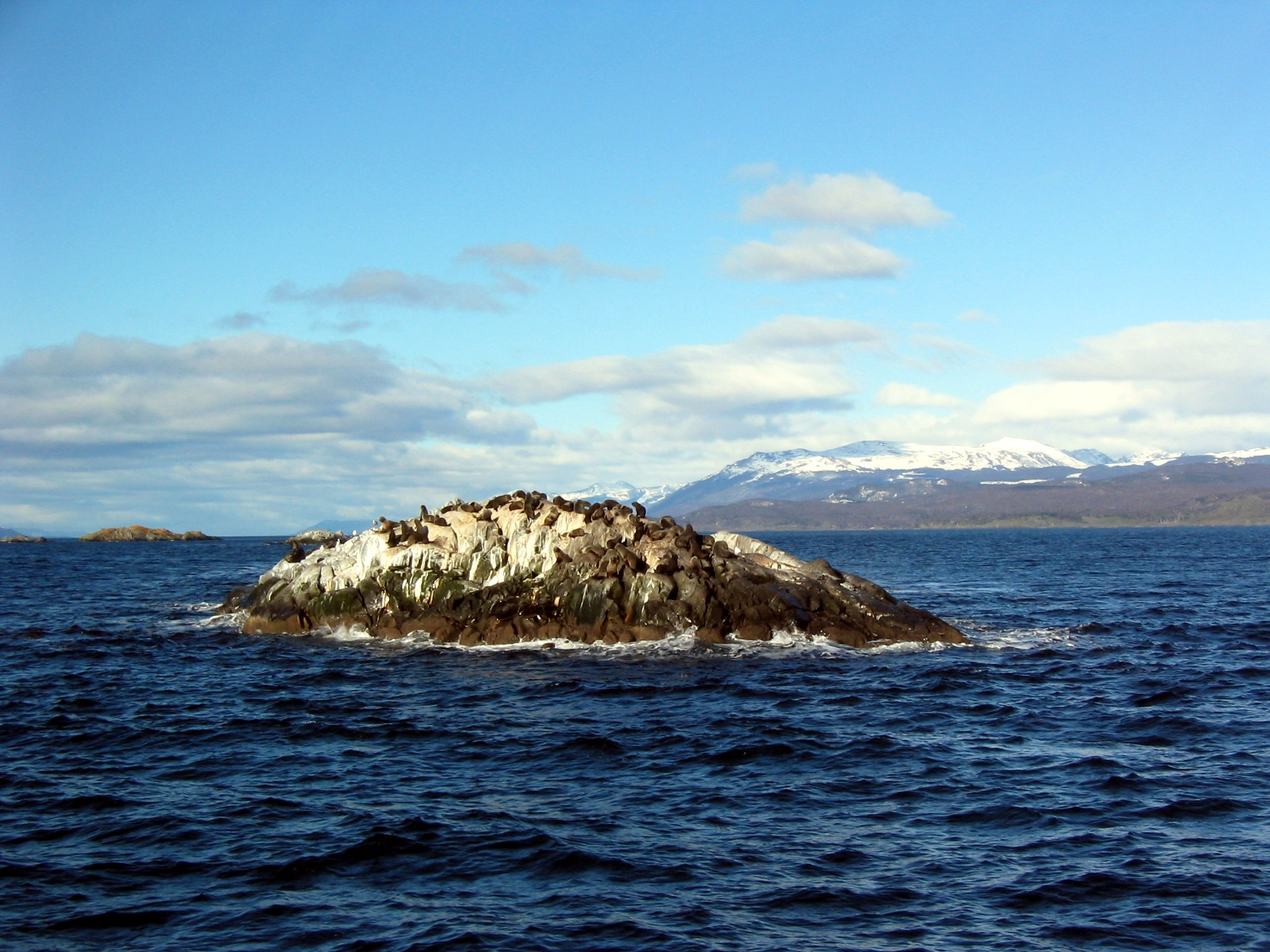
Zeeleeuwen op La Isla de Los Lobos in het Beaglekanaal
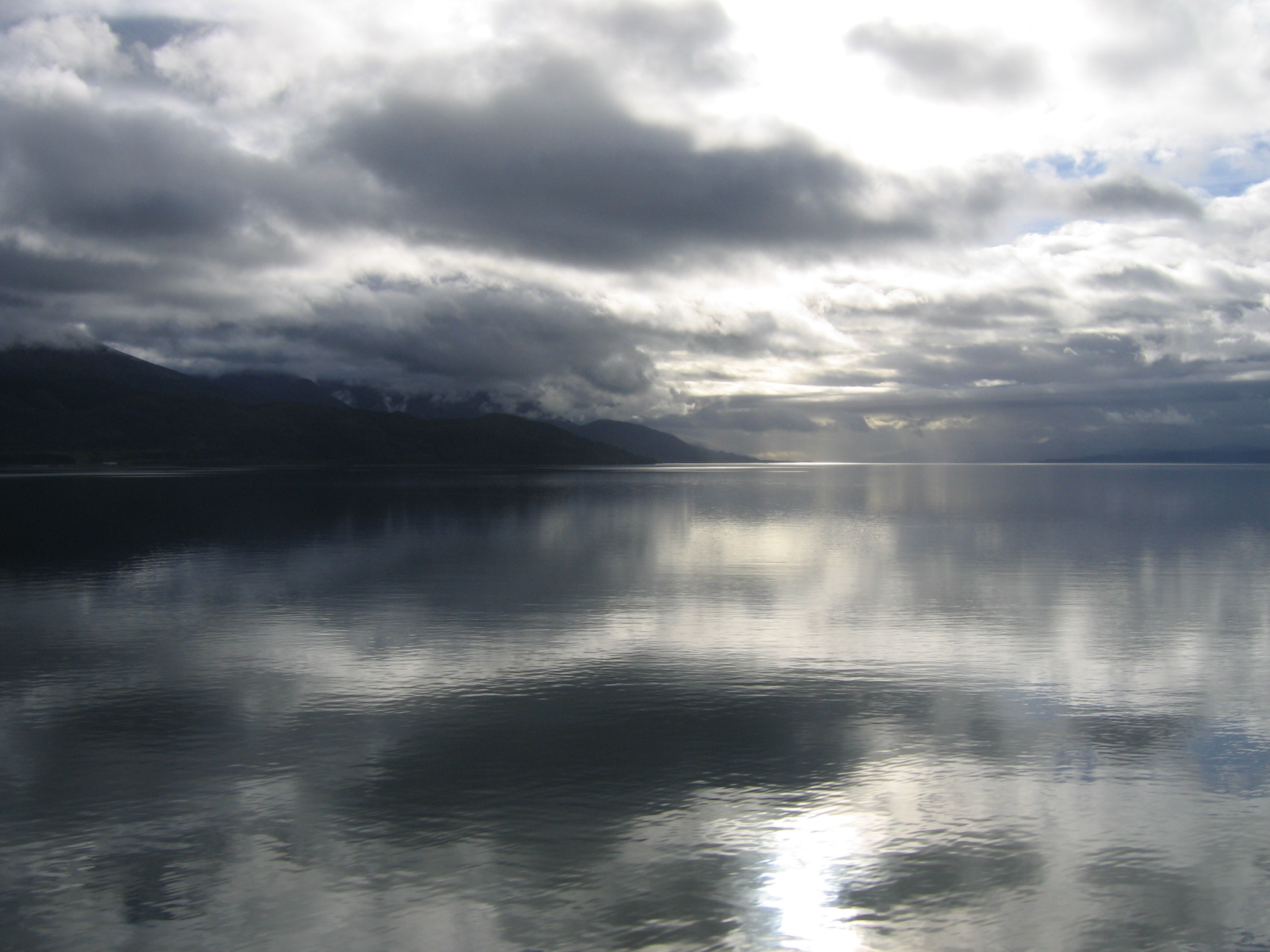
Beaglekanaal, januari 2006
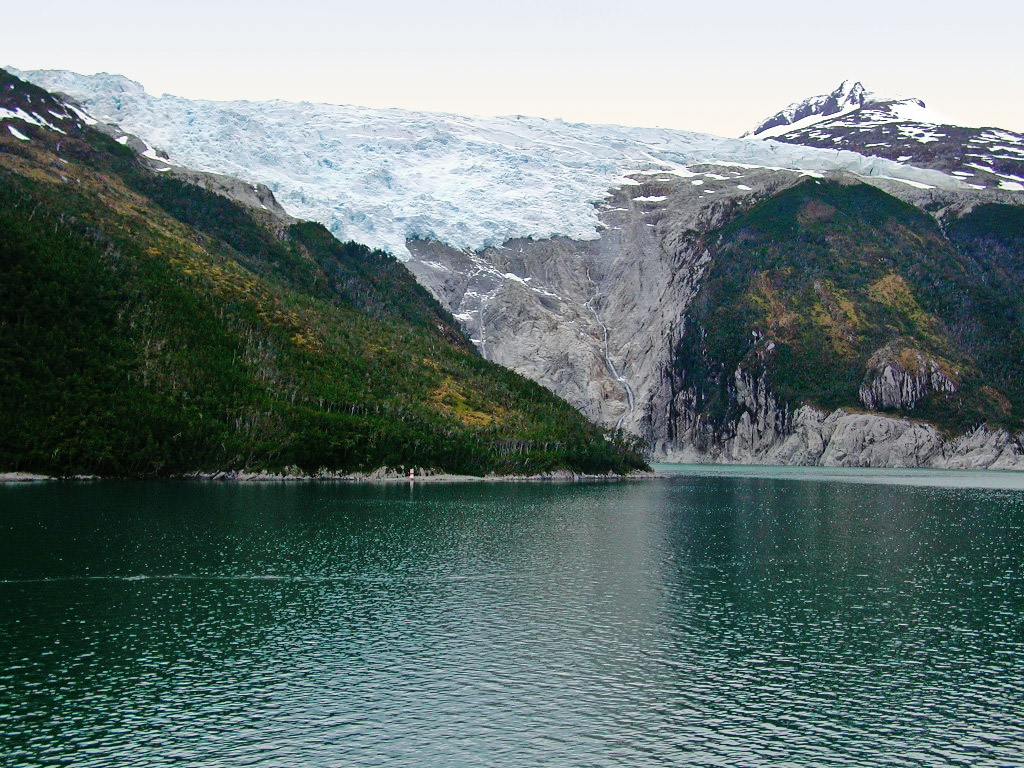
Gletsjer aan de noordkust van het Beaglekanaal
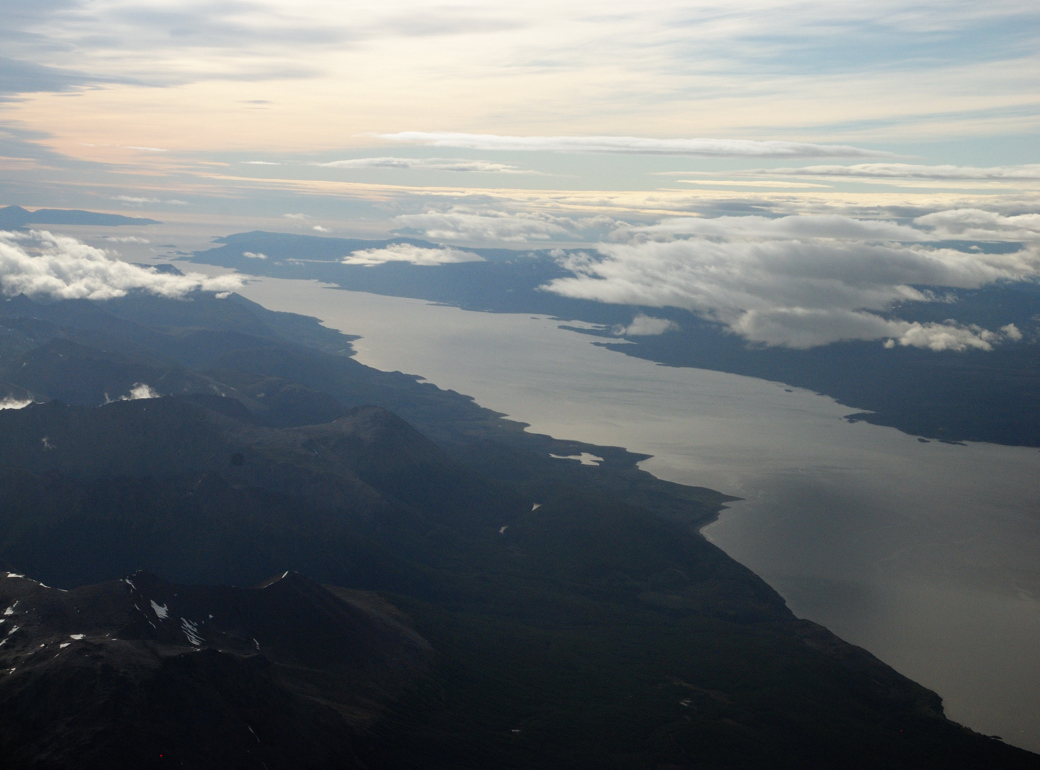

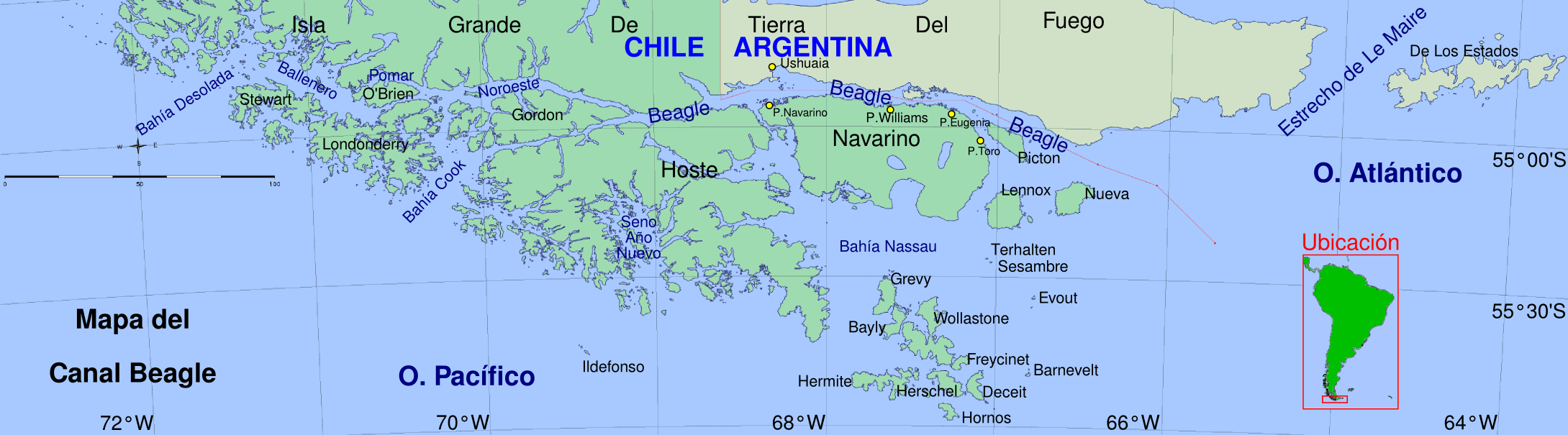
Beaglekanaal